# Cratere Torquata
Torquata è un cratere sulla superficie di 4 Vesta.